# Stuart Pearce
Stuart Pearce (ur. 24 kwietnia 1962 roku w Londynie) – trener piłkarski i były angielski piłkarz występujący na pozycji obrońcy. Jako zawodnik przez dwanaście lat związany był z Nottingham Forest F.C., z którym zdobył dwa Puchary Ligi Angielskiej. To w czasie występów w tym klubie, dzięki determinacji i agresywnemu stylowi gry na pograniczu faulu, otrzymał pseudonim „Psycho”. Z reprezentacją Anglii, w której barwach rozegrał 78 meczów, grał w Mundialu 1990 oraz w Euro 1996 i 1992. Po zakończeniu kariery piłkarskiej rozpoczął pracę szkoleniową w Manchesterze City. Przez sześć lat był selekcjonerem młodzieżowej reprezentacji Anglii. Został też mianowany na trenera reprezentacji Wielkiej Brytanii na Igrzyska Olimpijskie w Londynie.

## Kariera klubowa
Jest wychowankiem Waldstone FC, chociaż trafił do niego tylko dlatego, że nie dostał się do szkółki piłkarskiej klubu, któremu kibicował - Queens Park Rangers. Początkowo grę w piłkę łączył z pracą elektryka i hydraulika. W 1983 roku odszedł do grającego w ekstraklasie Coventry City. Menedżer „Niebieskich” Robert Gould zapłacił za niego 30 tysięcy funtów.
Dwa lata później za dziesięć razy więcej przeszedł do prowadzonego wówczas przez Briana Clough Nottinghamu Forest, gdzie grał przez kolejne dwanaście sezonów, większość jako kapitan. To w czasie występów w tym klubie, dzięki determinacji i agresywnemu stylowi gry na pograniczu faulu, otrzymał pseudonim „Psycho”. Z klubem pożegnał się dopiero w 1997 roku, na kilka miesięcy przed jego spadkiem z ligi.
Później był zawodnikiem Newcastle United, skąd musiał odejść po konflikcie z trenerem Ruudem Gullitem, a także West Ham United i Manchesteru City. W tym ostatnim klubie w wieku czterdziestu lat zakończył piłkarską karierę.

## Kariera reprezentacyjna
W reprezentacji Anglii zadebiutował w 1987 roku w meczu przeciwko Brazylii. Początkowo był zmiennikiem lewego obrońcy Kenny’ego Sansoma. Jego miejsce w pierwszej jedenastce zajął dopiero po Euro 1988; sam - z powodu kontuzji - w tym turnieju nie uczestniczył.
Zagrał za to dwa lata później na Mundialu 1990, na którym podopieczni Bobby’ego Robsona doszli do półfinału. Tworzył efektywny duet z lewym pomocnikiem Johnem Barnes; często wymieniał się z nim pozycjami i inicjował ataki, a skutkiem jednego z nich - w spotkaniu ćwierćfinałowym z Kamerunem - był gol strzelony przez Davida Platta. Pearce był jednym z dwóch angielskich piłkarzy, którzy w półfinale z RFN nie strzelili rzutu karnego w konkursie jedenastek. Anglia uległa w tym spotkaniu przyszłym mistrzom świata i musiała zadowolić się jedynie grą w meczu o trzecie miejsce.
Wystąpił również w Euro 1992, gdzie Anglicy odpadli już po fazie grupowej. Cztery lata później znalazł się w kadrze na Euro 1996. Od kilku miesięcy był tylko zmiennikiem Graeme’a Le Saux, ale zawodnik Blackburn Rovers niedługo przed turniejem złamał nogę. 34-letni Pearce zagrał więc we wszystkich spotkaniach mistrzostw. W półfinale podopieczni Terry’ego Venablesa zmierzyli się z Niemcami i - podobnie jak sześć lat wcześniej na mundialu - o tym, kto zagra w finale miały zadecydować rzuty karne. Pearce tym razem trafił, ale Anglicy przegrali konkurs rzutów karnych i zdobyli tylko brązowy medal. Po turnieju, kiedy selekcjonerem został Glenn Hoddle, rozegrał jeszcze kilka meczów, po czym stracił miejsce w kadrze.
Powrócił do niej w 1999 roku na dwa mecze eliminacji Euro 2000.

## Sukcesy piłkarskie
- Puchar Ligi Angielskiej 1989 i 1990 oraz finał Pucharu Anglii 1991 z Nottingham Forest
- finał Pucharu Anglii 1998 z Newcastle United
- awans do Premier League w sezonie 2001/2002 z Manchesterem City

W reprezentacji Anglii od 1987 do 1999 roku rozegrał 78 meczów i strzelił 5 goli - czwarte miejsce na Mundialu 1990, brązowy medal Euro 1996 oraz start na Euro 1992 (faza grupowa).

## Kariera szkoleniowa
W roli pierwszego trenera zadebiutował już w sezonie 1996–1997, kiedy przez pół roku tymczasowo prowadził Nottingham Forest F.C.
10 marca 2005 roku na stanowisku szkoleniowca zespołu, w którym zakończył piłkarską karierę, czyli Manchesteru City, zastąpił Kevina Keegana. Miał być trenerem tymczasowym, ale po dziewięciu pierwszych meczach, w których zespół zdobył aż piętnaście punktów, szefowie klubu zaproponowali mu długoterminowy kontrakt. W pierwszym sezonie jego pracy Manchester zajął 8. miejsce w lidze, ale w kolejnym musiał bronić się przed spadkiem (15. miejsce).
1 lutego 2007 roku, nie rezygnując z pracy w Manchesterze, objął stanowisko selekcjonera młodzieżowej reprezentacji Anglii.
Trzy miesiące później, po zakończeniu sezonu 2006–2007 (14. miejsce), został zwolniony z klubu. W lutym 2012r. został tymczasowym selekcjonerem reprezentacji Anglii, zastępując na stanowisku Fabio Capello.

## Życie osobiste
Stuart Pearce jest znany nie tylko jako piłkarz i trener, ale również jako zapalony fan muzyki punk. Do jego ulubionych zespołów należą The Lurkers i The Stranglers.